# Un'ottima annata (romanzo)
Un'ottima annata (A Good Year) è un romanzo dello scrittore britannico Peter Mayle. Ha ispirato l'omonimo film con Russell Crowe.

## Trama
Max Skinner, giovane agente di borsa londinese, viene improvvisamente licenziato. Il sollievo di non aver più nulla a che fare con il suo diretto superiore è guastato dalla preoccupazione del suo conto sempre in rosso. Viene in suo aiuto l'amico ed ex-cognato Charlie, che viceversa ha appena ricevuto una promozione e ha soldi da spendere. Ciliegina sulla torta, arriva una lettera dalla Provenza, da parte di uno studio notarile: lo zio Henry è deceduto e siccome non ha lasciato un testamento, l'erede è il parente più vicino, Max. Il più entusiasta è Charlie, che già pensa alle vigne dell'amico e a come far fruttare l'eredità. Max parte per la Francia, con l'intenzione di firmare i documenti necessari
Arrivato a Saint-Pons, prende subito possesso della vecchia casa dello zio, dove lui stesso, da piccolo, trascorreva le vacanze estive. Un poker di donne segna il suo soggiorno nel Luberon: il notaio con i tacchi a spillo, la domestica curiosa, la proprietaria del ristorante e una giovane americana, che dice di essere figlia illegittima di Henry. Il trono gli è conteso dal fattore della vigna, che con Henry aveva un patto: in cambio della gestione autonoma delle vigne, senza affitto, avrebbe dato metà dei guadagni al titolare. Max si trova a fare i conti con un testamento a suo favore forse invalidato dall'esistenza di una cugina e con una vigna che sembra produrre il vino peggiore della Francia.

## Edizioni
- Peter Mayle, Un'ottima annata, traduzione di Barbara Bagliano, collana Gli elefanti, Garzanti, 2006,  p. 224, ISBN 978-88-11-68084-0.